# Заплата
Запла́та, или запла́тка, или ла́тка — кусок ткани, или кожи, или полимера, нашиваемый или приклеиваемый на прорванное место одежды, или обуви, или на какое-либо изделие для починки.

## Описание
При ремонте одежды, при большом повреждении участка ткани, когда заштопать нет возможности, ставят заплатку.
Заплатки существуют различных видов: клеевые, термоклеевые, нашитые, «внутренние» (то есть пришитые с обратной стороны). Исторически при дорогой цене на текстиль и кожу заплатки служили средствами, продлевающими время «жизни» одежды или обуви.
Развитие дизайна привело к тому, что заплатки стали отличительными элементами одежды, а не средствами для починки. Например, известные бренды-производители предлагают новые джинсы, изготовленные непосредственно ими, с заплатками.
В технике достаточно часто используются полимерные заплатки, которые приклеивают. Например, полимерные заплатки используют для ремонта надувной камеры велосипеда или для ремонта противопролежневого матраса.

## Притча о новой и ветхой ткани
Заплатка упоминается в притче о новой и ветхой ткани в Евангелии от Матфея (Мф. 9:16), Евангелии от Марка (Мк. 2:21), Евангелии от Луки (Лк. 5:36). Фраза в Евангелии от Матфея следующая:
И никто к ветхой одежде не приставляет заплаты из небеленой ткани, ибо вновь пришитое отдерет от старого, и дыра будет ещё хуже.